# BR-381
Pour les articles homonymes, voir Route 381.

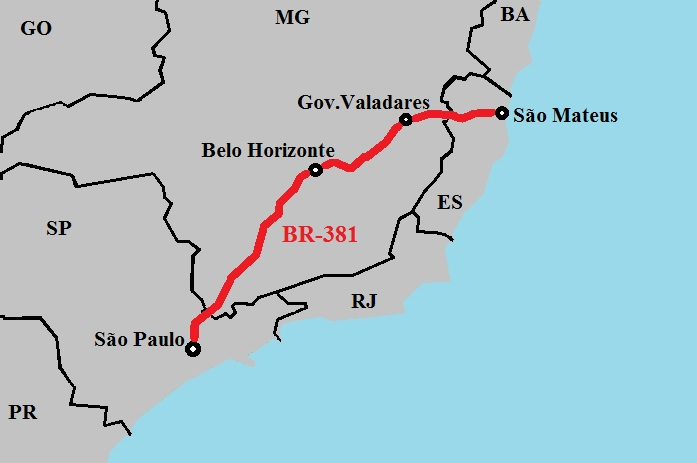
Tracé de la BR-381

La BR-381 est une route diagonale administrée par le gouvernement fédéral brésilien et qui sert de liaison entre les États d'Espírito Santo, du Minas Gerais et de São Paulo.
La route commence son parcours dans la ville de São Mateus, Espírito Santo, à l'embranchement avec la BR-101, arrivant à São Paulo, par l'embranchement avec la BR-116. Elle est longue de 1 181 km, parmi lesquels 95 sont dans l'État de São Paulo, 950 dans le Minas Gerais et 136 dans l'Espírito Santo. Elle reçoit le nom de Fernão Dias sur le tronçon qui relie le Grand São Paulo, le Grand Belo Horizonte et le Vale do Aço.
La route traverse d'importantes municipalités de la région Sud-Est.

## Principales municipalités desservies par la BR-381

### São Paulo
| - São Paulo - Guarulhos | - Mairiporã - Atibaia | - Bragança Paulista - Vargem |

### Minas Gerais
| - Pouso Alegre - São Gonçalo do Sapucaí - Três Corações - Lavras - Betim | - Contagem - Belo Horizonte - Santa Luzia - Sabará - Caeté | - João Monlevade - Coronel Fabriciano - Ipatinga - Governador Valadares - Mantena |

### Espírito Santo
| - Barra de São Francisco | - Nova Venécia | - São Mateus |